# 火星样本分析设备

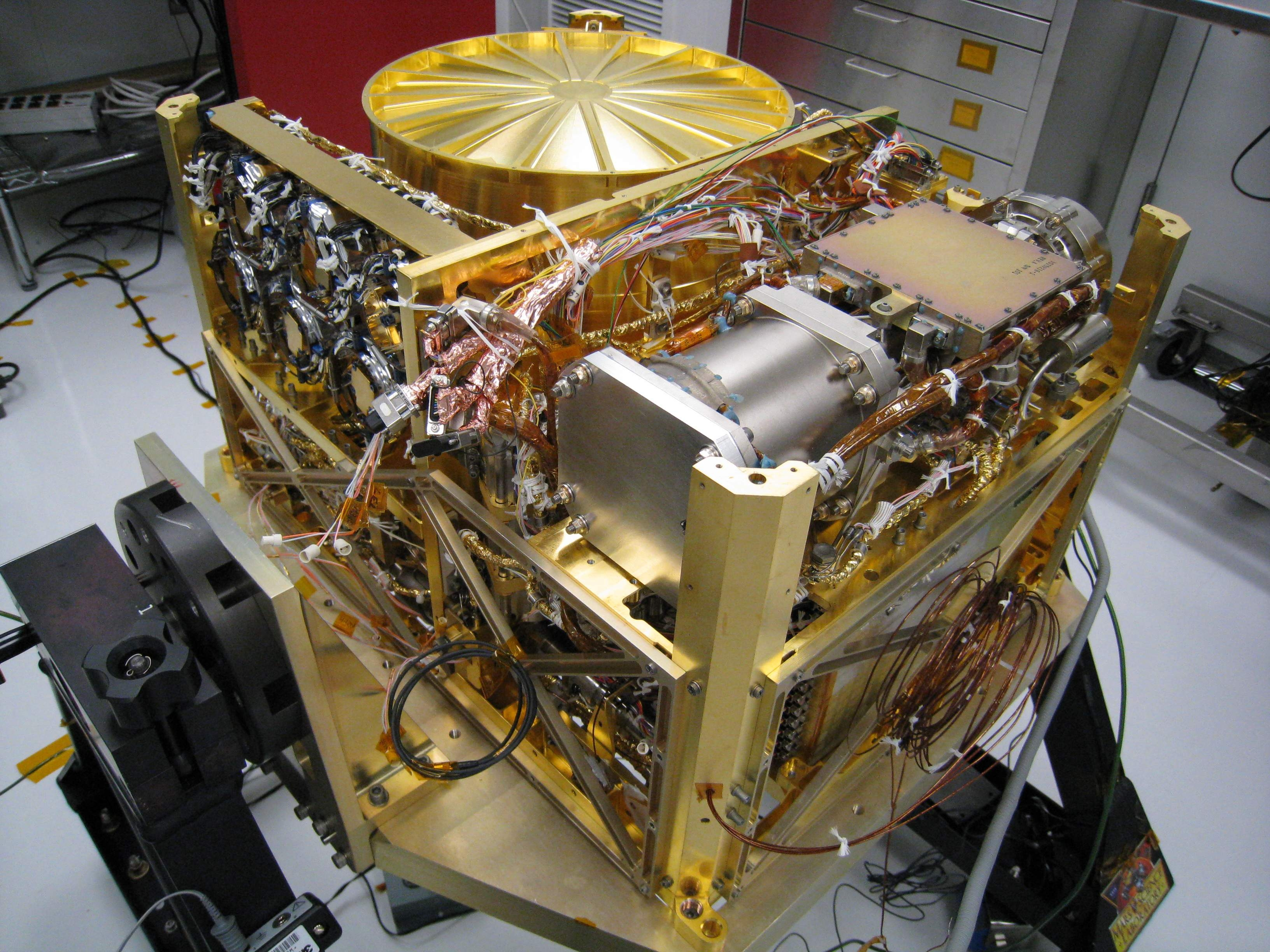
应用于火星科学实验室的火星样品分析设备。

火星样本分析设备（Sample Analysis at Mars）英文缩写“SAM”，是火星科学实验室“好奇号”火星车上的一套仪器，主要用于分析大气和固体样本中的有机物和气体。
它是由美国宇航局戈达德太空飞行中心、与大气系统跨校实验室（由法国国家科学研究中心和巴黎各大学联合运营）相关的法国“大气、环境暨太空观测实验室”、美国蜜蜂机器人技术公司以及许多其他外部合作机构共同开发。

## 仪器
火星样本分析设备由三种仪器组成：

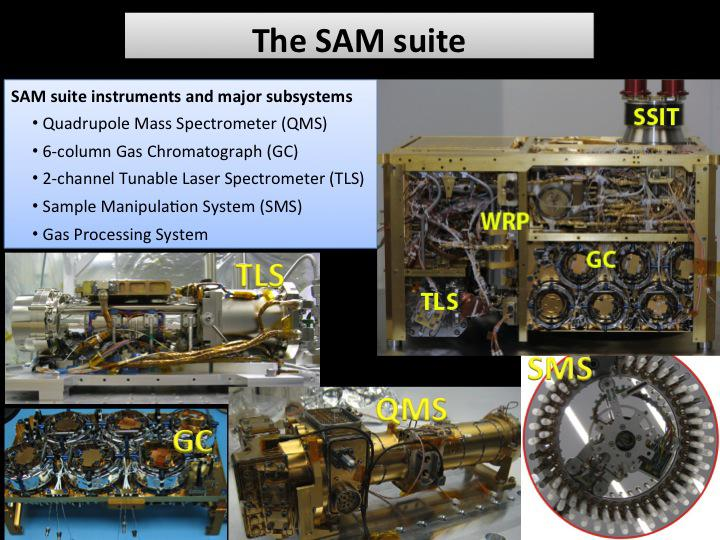
火星样本分析组件

1. 四极质谱分析器（QMS）检测从大气中取样的气体或固体样品加热释放出的气体[1][5]。
2. 气相色谱仪（GC）用于将复杂混合物中的单种气体分离为分子成分，在质量范围为2-535 道尔顿的质谱仪中分析产生的气流[1][5]。
3. 可调谐激光光谱仪（TLS）精确测量火星大气层中二氧化碳（CO2）和甲烷（CH4）的氧和碳同位素比率以确定它们的地质性或生物性来源[1][4][5][6][7]。

## 子系统
火星样本分析设备还有三个子系统：“化学分离和处理实验室”，用于浓缩和衍生有机分子样品；“样品操作系统”（SMS），将火星科学实验室钻机输送的粉末传送至火星样本分析设备入口，并倒入74个样本杯中的一个。然后，样本操作系统再将样本移至烘箱，通过加热到1000摄氏度释放气体；气泵子系统，则用于净化分离器和分析仪。
位于密歇根大学的空间物理研究实验室 （页面存档备份，存于）制造了主电源、命令和数据处理单元、阀门及加热器控制器、灯丝/偏置控制器和高压模块。非制冷红外探测器则由波兰唯锐科技公司（VIGO System）开发和提供。

## 时间表
- 2012年11月9日：一小撮细砂和尘埃成为第一份放入到火星样本分析设备中的固体火星样本，该样本来自一处被称为石巢的风蚀地面，之前化学与矿物分析仪曾在此进行过样本矿物分析[10]。
- 2012年12月3日：美国宇航局报告火星样本分析设备检测到水分子、氯和硫，然而，不排除有机化合物可能来自“好奇号”自身的污染[11][12]。
- 2014年12月16日：美国宇航局报告说，“好奇号”探测车在火星大气中检测到可能是局部性的“十倍峰值”甲烷，“20个月内进行了十几次”的样本测量结果显示，2013年末和2014年初甲烷含量有所增加，平均“大气层甲烷含量为十亿分之七”，但在此前后，平均读数只约为该水平的十分之一[13][14]。此外，好奇号探测车分析了从其中一块名为“坎伯兰”岩石中钻取的粉末，在粉末中检测到高含量的有机化学品，尤其是氯苯[13][14]。
- 2015年3月24日：美国宇航局报告首次检测到加热火星表面沉积物后释放出的氮。硝酸盐中的氮处于“固定”状态，这意味着它是一种可供生物体利用的氧化形式，这一发现支持了古代火星可能适宜生命居住的观点[15][16][17]。
- 2015年4月4日：美国宇航局报告了根据“好奇号”探测车上样品分析设备利用氙和氩同位素对火星大气进行的研究，测量结果支持了火星早期历史大气层“剧烈”散失的推测，并与地球上发现的一些火星陨石中所含的大气特征一致[18]。

## 图集

### 视频
|  |  |

## 另请查看
- 热释气分析仪 (凤凰号登陆器)
- 尤里仪